# Paco kaj Justeco
Paco kaj Justeco (spreek uit als [pátso kaj joestétso], met korte ‘a’ en ‘o’, Esperanto voor ‘vrede en rechtvaardigheid’) is, naast de Brugse Esperantogroep, een van de twee Brugse Esperantoverenigingen.

## Ontstaan van de groep
In 1937 organiseerde de VTB een Esperantocursus die gevolgd werd door een veertigtal jongeren tussen 20 en 30 jaar. Na de cursus besloot de groep samen te blijven en aan te sluiten bij de Vlaamse Esperantobond. Reeds in 1938 organiseerde de groep het jaarlijks kongres van deze bond in Brugge.
In het eerste oorlogsjaar mocht de groep een cursus organiseren, maar toen het jaar nadien de verordeningen op de jeugdgroeperingen verschenen moest ook de jonge Esperantogroep verdwijnen. Daar legde men zich in het openbaar bij neer, maar ondergronds werkte men voort en gaf men zelfs een sluikblad uit.
De groep heette Paco kaj Justeco, wat vrede en rechtvaardigheid betekent. Dit is trouwens niet enkel een naam, maar ook een soort programma, dat overigens goed aansluit bij de ideologie van de Esperantobeweging, die zich altijd tegen het Nationaalsocialisme heeft afgezet.
Uiteraard kon de grootste activiteit pas na de oorlog ontplooid worden. Toen had men naast de werkvergaderingen en de cursus ook een studiekring en deed men ook aan denk- en andere sporten: in de schoot van de Esperantogroep waren een schaakkring, een volley- en voetbalafdeling, een toneelkring en een volksdansgroep actief.
In de eerste jaren na de bezetting heeft de groep meerdere congressen opgeluisterd, onder meer te Gent, Antwerpen, Luik, Hilversum en Rotterdam.
Een van de factoren die hebben bijgedragen tot het samenblijven van de leden is het feit dat niet minder dan 11 huwelijken in de groep tot stand zijn gekomen.